# Pia Ahnfelt-Rønne
Pia Edith Ahnfelt-Rønne (* 20. März 1922 in Kopenhagen; † 20. April 2006 ebenda) war eine dänische Schauspielerin.

## Leben
Pia Ahnfelt-Rønne wuchs als einzige Tochter des dänischen Stummfilmschauspielers Hakon Ahnfelt-Rønne (1890–1927) und der aus Norwegen stammenden Margaretha Schnitler (1893–1962) in Kopenhagen auf, wo sie zeitlebens wohnte. Sie hatte mütterlicherseits jüdische Vorfahren.
Nach ihrem Schulabschluss absolvierte sie von 1940 bis 1943 ihre Schauspielausbildung an der Eleveskole des Königlichen Theaters Kopenhagen, wo sie auch ihr Bühnendebüt als Darstellerin hatte und anschließend bis zum Jahr 1945 dort als festes Ensemblemitglied engagiert war. Von 1945 bis 1958 war sie am Aarhus Teater engagiert. Als Bühnendarstellerin wirkte sie in zahlreichen Theaterstücken, Operetten, Musicals, Varieté-Shows und in Ballett-Aufführungen mit. Einige Theatertourneen führten sie zudem auch nach Schweden, Deutschland, Frankreich und in die USA. Sie wirkte als Schauspielerin vor der Kamera von 1949 bis 1980 in mehreren Filmen und Fernsehserien mit.
Pia Ahnfelt-Rønne war in erster Ehe von 1946 bis 1953 mit dem Schauspieler Poul Müller verheiratet. In zweiter Ehe war sie ab dem 23. Juni 1953 bis zu seinem Tod mit dem Theaterintendanten Meir Feigenberg (14. Januar 1923–15. März 2006) verheiratet. Aus der Ehe gingen zwei Söhne hervor, der Regisseur Emmett Feigenberg (* 1954) und der Schauspieler Gerz Feigenberg (1956–2011). Ihre Enkelin Carla Feigenberg (* 1994) ist ebenfalls als Schauspielerin tätig. Ahnfelt-Rønne starb am 20. April 2006 im Alter von 84 Jahren. Ihre Grabstätte befindet sich auf dem Mosaisk Vestre Begravelsesplads.

## Filmografie (Auswahl)
- 1949: Det hændte i København
- 1950: Die roten Pferde
- 1951: Det gamle guld
- 1978: Vinterbørn
- 1978: Ein Haus in der Provinz (Fernsehserie)
- 1980: Der Ausblick